# بعثة الأمم المتحدة لدعم اتفاق الحديدة
بعثة الأمم المتحدة لدعم اتفاق الحديدة  أو أونمها (UNMHA) هي بعثة مراقبة مدنية بدأت من قبل الأمم المتحدة في اليمن. ابتداء من يناير 2019، تتكون البعثة من أفراد السلطات المدنية والعسكريين والشرطة. يقع المقر الرئيسي للبعثة في مدينة الحديدة الواقعة على الساحل الغربي لليمن. تفويض بعثة الأمم المتحدة لدعم اتفاق الحديدة بين الحكومة اليمنية وميليشيا الحوثي.     شغل الفريق المتقاعد أبهيجيت جوها من الهند، قيادة بعثة الأمم المتحدة لدعم اتفاق الحديدة.  وفي 23 ديسمبر 2021 عيّنَ الأمين العام للأمم المتحدة أنطونيو غوتيريش اللواء مايكل بيري من أيرلندا كرئيس لبعثة الأمم المتحدة لدعم اتفاق الحديدة ورئيس للجنة تنسيق إعادة الانتشار (RCC).